# Nuoto ai Giochi della XXVI Olimpiade - Staffetta 4x100 metri stile libero maschile
Hanno partecipato alle batterie di qualificazione 19 nazioni: le prime 8 si sono qualificate per la finale.

## Finale
23 luglio 1996
| Posizione | Atlete                                                                   | Paese       | Tempo   |
| --------- | ------------------------------------------------------------------------ | ----------- | ------- |
|           | Jon Olsen, Josh Davis, Brad Schumacher e Gary Hall Jr.                   | Stati Uniti | 3:15.41 |
|           | Roman Egorov, Alexander Popov, Vladimir Predkin e Vladimir Pyšnenko      | Russia      | 3:17.06 |
|           | Christian Tröger, Bengt Zikarsky, Björn Zikarsky e Mark Pinger           | Germania    | 3:17.20 |
| 4         | Fernando Scherer, Alexandre Massura, André Cordeiro e Gustavo Borges     | Brasile     | 3:18.30 |
| 5         | Mark Veens, Pie Geelen, Martin van der Spoel e Pieter van den Hoogenband | Paesi Bassi | 3:19.02 |
| 6         | Michael Klim, Matthew Dunn, Scott Logan e Chris Fydler                   | Australia   | 3:20.13 |
| 7         | Lars Frölander, Fredrik Letzler, Anders Holmertz e Christer Wallin       | Svezia      | 3:20.16 |
| 8         | Nicholas Shackell, Alan Rapley, Mark Stevens e Mike Fibbens              | Regno Unito | 3:21.52 |

## Non qualificate
| Posizione | Atleta                                                          | Paese         | Tempo   |
| --------- | --------------------------------------------------------------- | ------------- | ------- |
| 9         |                                                                 | Nuova Zelanda | 3:21.65 |
| 10        | Nicolae Ivan, Răzvan Petcu, Horațiu Bădiță, Alexandru Ioanovici | Romania       | 3:21.66 |
| 11        |                                                                 | Francia       | 3:21.79 |
| 12        |                                                                 | Finlandia     | 3:22.99 |
| 13        |                                                                 | Venezuela     | 3:23.04 |
| 14        |                                                                 | Croazia       | 3:26.02 |
| 15        |                                                                 | Ecuador       | 3:27.77 |
| 16        |                                                                 | Porto Rico    | 3:28.27 |
| 17        |                                                                 | Uzbekistan    | 3:28.33 |
| 18        |                                                                 | Kirghizistan  | 3:30.62 |